# 弗朗切斯科·洛洛布里吉达
弗朗切斯科·洛洛布里吉达（義大利語：Francesco Lollobrigida，1972年3月21日—），意大利政治家，2022年10月22日起担任意大利农业部长。洛洛布里吉达是民族保守派政党意大利兄弟党的主要成员，被广泛认为是总理喬治亞·梅洛尼的亲密盟友。